# Okunivka (Okunivka), Ciornomorske
Okunivka (în ucraineană Окунівка) este localitatea de reședință a comunei Okunivka din raionul Ciornomorske, Republica Autonomă Crimeea, Ucraina.

## Demografie
Componența lingvistică a localității Okunivka
     Rusă (64,89%)
     Ucraineană (18,47%)
     Tătară crimeeană (10,69%)
     Alte limbi (0,31%)
Conform recensământului din 2001, majoritatea populației localității Okunivka era vorbitoare de rusă (64,89%), existând în minoritate și vorbitori de ucraineană (18,47%) și tătară crimeeană (10,69%).